# Caroline in the City
Caroline in the City (no Brasil, Tudo por um Gato) é uma sitcom americana exibida pela NBC entre 21 de setembro de 1995 e 26 de abril de 1999. Estrelado pela atriz Lea Thompson, no papel-título de Caroline Duffy, uma cartunista de sucesso que muda-se para Nova York. No Brasil, o seriado estreou em 2001 e foi exibido pelo canal por assinatura Multishow.

## Personagens
- Lea Thompson interpreta Caroline Duffy: Solteira e muito ocupada, Caroline vive e trabalha em um loft em Manhattan e envolve-se em muitas confusões por causa de sua desastrosa vida amorosa.
- Eric Lutes interpreta Del Cassidy;
- Malcolm Gets interpreta Richard Karinski;
- Amy Pietz interpreta Annie;
- Andy Lauer interpreta Charlie;
- Sofia Milos interpreta Julia;